# Suore domenicane della Congregazione del Santo Rosario (Adrian)
Le Suore Domenicane della Congregazione del Santo Rosario, dette di Adrian (in inglese Dominican Sisters of the Congregation of the Most Holy Rosary), sono un istituto religioso femminile di diritto pontificio: i membri di questa congregazione pospongono al loro nome la sigla O.P.

## Storia
Nel 1878 una comunità di terziarie domenicane della Congregazione del Santo Rosario di Newburgh si stabilì ad Adrian, nel Michigan, dove aprì una scuola (la St. Mary school) e, successivamente, un ricovero per anziani (St. Joseph hospital).
Sotto la guida di Camilla Madden, eletta superiora nel 1892, le suore domenicane di Adrian crebbero rapidamente di numero e aprirono filiali in altre località della regione, dando origine a una nuova provincia (di St. Joseph) della congregazione di Newburg: la provincia di St. Joseph divenne gradualmente sempre più autonoma e dalla casa madre e, il 27 giugno 1923, si rese totalmente indipendente. La Madden fu la prima superiora generale.
La congregazione venne aggregata all'Ordine dei Frati Predicatori il 1º marzo 1936; ricevette il pontificio decreto di lode il 14 aprile 1937; le sue costituzioni, già approvate dalla Santa Sede il 14 aprile 1937, vennero confermate il 24 luglio 1944.

## Attività e diffusione
Le Domenicane di Adrian si dedicano prevalentemente all'istruzione e all'educazione cristiana della gioventù, ma anche ad altre opere di misericordia.
Sono presenti in 30 stati degli Stati Uniti d'America, nel Distretto di Columbia e a Porto Rico, in Canada, Repubblica Dominicana, Italia e Swaziland: la sede generalizia è ad Adrian, in Michigan.
Al 31 dicembre 2005 l'istituto contava 966 religiose in 290 case: è una congregazioni più numerose dell'ordine domenicano.